# سوزان بومونت
سوزان بومونت (بالإنجليزية: Susan Beaumont)‏ هي ممثلة بريطانية، ولدت في 26 فبراير 1936 بلندن في المملكة المتحدة.

## وصلات خارجية
- سوزان بومونت على موقع IMDb (الإنجليزية)
- سوزان بومونت على موقع قاعدة بيانات الفيلم (الإنجليزية)